# José Álvarez "Lepe"
José Álvarez Jáudenes, conocido por su seudónimo Lepe (Madrid, 1890 - Madrid, 1967), fue un actor cómico y payaso español.
Fue payaso de circo y posteriormente actor. Consiguió hacerse un hueco en la escena y estrenar títulos importantes en el género de la revista y la comedia musical española tras la guerra civil formando parte de la compañía estable del teatro Martín.

## Obras

### Teatro
- Las diosas modernas (1924).
- Las inyecciones (1927) de Pedro Muñoz Seca y Jacinto Guerrero.
- Noche loca (1927).
- El rajá de Cochin (1928).
- El viajante en cueros (1928) de Rafael Calleja y Ernesto Pérez Rosillo.
- Las lloronas (1928) de Francisco Alonso.
- ¡Al pueblo, al pueblo! (1933) de Ernesto Pérez Rosillo.
- ¡Que me la traigan! (1935) de Antonio Paso Díaz y Manuel Paso Andrés.
- Al cantar el gallo (1935) de Pablo Luna.
- Las tocas (1936) de Francisco Alonso.
- Ladronas de amor (1941) de Francisco Alonso.
- Doña Mariquita de mi corazón (1942) de Francisco Alonso.
- Luna de miel en El Cairo (1943) de Francisco Alonso.
- Historia de dos mujeres (1947) de Ernesto Pérez Rosillo y Daniel Montorio.

### Cine
Sus apariciones en la gran pantalla, aún siempre secundarias, se deben a la fama que alcanzó a partir de los años 30 como cómico de revista y comedia musical.
Entre los filmes más destacados en mérito artístico se encuentran:
- Dulcinea (1947)
- El cochecito (1960).[2]
- Plácido (1961).[3]
- Ella y los veteranos (1961)
- Plaza de Oriente (1963)
- El salario del crimen (1964)
- Amador (1965)